# Liski (Kaliningrad)
Liski (russisch Лиски, deutsch Kingitten) ist ein Ort in der russischen Oblast Kaliningrad. Er gehört zur kommunalen Selbstverwaltungseinheit Stadtkreis Gurjewsk im Rajon Gurjewsk.

## Geographische Lage
Liski liegt 26 Kilometer nordöstlich der Oblasthauptstadt Kaliningrad (Königsberg) und ist über die Kommunalstraße 27K-402 von Tschiakino (Rinau) an der Kommunalstraße 27K-070 aus zu erreichen. Eine Bahnanbindung besteht nicht.

## Geschichte
Das ehemals Kingitten – vormals zur Unterscheidung vom Wohnplatz und Vorwerk mit Braakstube Neu Kingitten auch als Alt Kingitten bezeichnet – genannte Dorf gehörte mit seinem Ortsteil Brandt zu Rinau (heute russisch: Tschaikino) im Landkreis Königsberg (Preußen) im Regierungsbezirk Königsberg in der preußischen Provinz Ostpreußen. Mit der Geschichte der „Muttergemeinde“ Rinau aufs engste verbunden kam Kingitten 1928 zur Landgemeinde Kropiens (russisch: Gajewo) und ab 1939 zum Landkreis Samland.
Am Ende des Zweiten Weltkrieges wurde Kingitten ein Teil der Sowjetunion. Im Jahr 1950 erhielt der Ort die russische Bezeichnung Liski und wurde gleichzeitig dem Dorfsowjet Saliwenski selski Sowet im Rajon Gurjewsk zugeordnet. Später gelangte der Ort in den Marschalski selski Sowet. Von 2008 bis 2013 gehörte Liski zur Landgemeinde Chrabrowskoje selskoje posselenije und seither zum Stadtkreis Gurjewsk.

## Kirche
Vor 1945 war Kingitten aufgrund seiner mehrheitlich evangelischen Bevölkerung in das Kirchspiel Postnicken (heute russisch: Saliwnoje) eingepfarrt und gehörte somit zum Kirchenkreis Königsberg-Land II in der Kirchenprovinz Ostpreußen der Kirche der Altpreußischen Union. Heute liegt Liski im Einzugsbereich der neu entstandenen evangelisch-lutherischen Gemeinde in Marschalskoje (Gallgarben), einer Filialgemeinde der Auferstehungskirche in Kaliningrad (Königsberg) in der Propstei Kaliningrad der Evangelisch-lutherischen Kirche Europäisches Russland (ELKER).